# کاترین اس. لوتز
کاترین اس. لوتز (۱۱ اوت ۱۹۵۵–۱۶ ژانویه ۲۰۱۴) سرلشکر گارد ملی هوایی می‌سی‌سی‌پی و دانش‌آموخته دکترای فلسفه از دانشگاه می‌سی‌سی‌پی بود. او قبل از اینکه یک افسر پزشکی شود، کار خود را به عنوان یک پرستار آغاز کرد. او قبل از ارتقاء به درجه سرتیپی در سال ۲۰۰۹ در حالی که به عنوان دستیار پرستار ارشد نیروی هوایی خدمت می‌کرد، در یک سری پست‌ها خدمت کرد و اولین ژنرال زن در تاریخ گارد ملی می‌سی‌سی‌پی شد. او متعاقباً به درجه سرلشکر و فرمانده گارد ملی هوایی می‌سی‌سی‌پی ارتقا یافت.

## اوایل زندگی و حرفه
کاترین اس لوتز در ۱۱ اوت ۱۹۵۵ به دنیا آمد او در دانشگاه می‌سی‌سی‌پی جنوبی تحصیل کرد و در سال ۱۹۷۷ با مدرک لیسانس در رشته پرستاری فارغ‌التحصیل شد. لوتز در سال ۱۹۸۲ به عنوان ستوان دوم و پرستار پرواز به گارد ملی هوایی می‌سی‌سی‌پی پیوست. او در سال ۱۹۸۵ مدرک کارشناسی ارشد مدیریت پرستاری را از دانشگاه می‌سی‌سی‌پی جنوبی دریافت کرد و در همان سال به درجه ستوان یکم ارتقا یافت. در سال ۱۹۸۷ او به عنوان ستوان دوم به سپاه خدمات پزشکی منتقل شد و ظرف یک ماه به درجه سابق خود ارتقا یافت. از سال ۱۹۸۸ تا ۱۹۹۹، او به عنوان مدیر کلینیک با اسکادران پزشکی ۱۷۲ در جکسون، می‌سی‌سی‌پی خدمت کرد و در این جایگاه به درجه سرهنگی ارتقا یافت. لوتز گفت: «ارتش مرا دوباره احیا کرد. اگر عضو نشده بودم، حوصله‌ام سر می‌رفت که یک جا کار کنم.»
در سال ۱۹۹۸، لوتز مدرک دکترای فلسفه در آموزش را از دانشگاه می‌سی‌سی‌پی دریافت کرد. سال بعد او به فرماندهی اسکادران تخلیه هوایی ۱۸۳ و از سال ۲۰۰۱ تا ۲۰۰۴ فرماندهی اسکادران پزشکی ۱۷۲ را بر عهده گرفت. لوتز در سال ۲۰۰۲ به درجه سرهنگ ارتقا یافت و از سال ۲۰۰۴ تا ۲۰۰۵ به عنوان مدیر خدمات بهداشتی در گروه پزشکی ۸۱ خدمت کرد. او پس از آن به مدت شش ماه به عنوان دستیار ویژه ژنرال آجودان گارد ملی می‌سی‌سی‌پی خدمت کرد. از سال ۲۰۰۶ تا ۲۰۰۸، لوتز دستیار گارد ملی هوایی فرمانده اسکادران ۵۹ پزشکی، در پایگاه نیروی هوایی لاکلند، تگزاس بود.

## ارتقا به درجه ژنرالی
از سال ۲۰۰۸ تا ۲۰۱۱، لوتز دستیار گارد ملی هوایی با عنوان پرستار ارشد نیروی هوایی در پایگاه نیروی هوایی بولینگ، مریلند بود. در این سمت او در ۱۲ ژانویه ۲۰۰۹ به درجه سرتیپی ارتقا یافت بنابراین لوتز اولین ژنرال زن در تاریخ گارد ملی می‌سی‌سی‌پی شد. لوتز در طول دوران حرفه ای خود همچنین به عنوان افسر انطباق در بیمارستان اداری کهنه سربازان و فرمانده یک واحد پزشکی اعزامی هوایی در ریاض، عربستان سعودی خدمت کرد. او فارغ‌التحصیل دانشکده پرستاری پرواز نیروی هوایی، دانشکده افسری اسکادران، دانشکده فرماندهی و ستاد هوایی و دانشکده جنگ هوایی بود و نشان لژیون افتخار را دریافت کرد.
لوتز در دسامبر ۲۰۱۱ به فرماندهی گارد ملی هوایی می‌سی‌سی‌پی ارتقا یافت و همچنین به عنوان دستیار آجودان ژنرال گارد ملی می‌سی‌سی‌پی خدمت کرد. او در ۳ دسامبر ۲۰۱۱ به درجه سرلشکری ارتقا یافت لوتز با سرلشکر ویلیام لوتز، افسر سابق ارتش و قاضی صدارت منطقه ازدواج کرده بود، که اولین بار زمانی که هر دو در یک پایگاه گارد ملی هوایی در فلوود خدمت می‌کردند، او را ملاقات کرد.

## مرگ

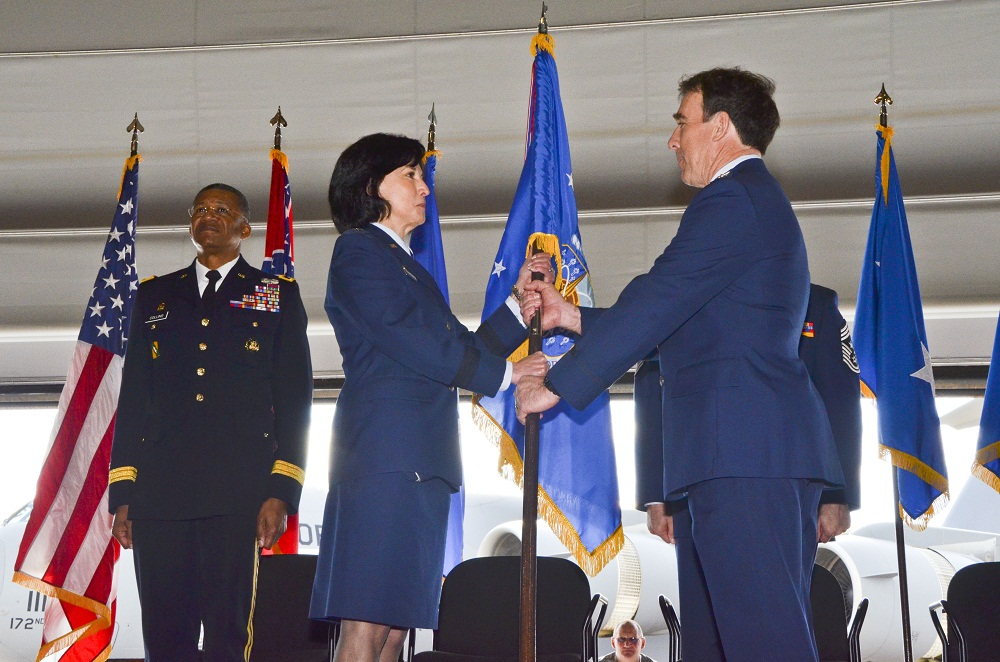
مراسم ارتقا لوتز به درجه سرلشکری

لوتز به سرطان مغز مبتلا شد اما به انجام وظایف خود ادامه داد. او در ۱۶ ژانویه ۲۰۱۴ در سن ۵۸ سالگی درگذشت. به افتخار او، فرماندار می‌سی‌سی‌پی، فیل براینت، دستور داد که پرچم‌های ایالت در ۲۰ ژانویه، روز تشییع جنازه او در کلیسای کاتولیک سنت جوزف در گلوکشتات، به حالت نیمه افراشته درآیند. مراسم نظامی به یاد او در همان روز در گورستان شهر کانتون برگزار شد.